# 今日简史
《今日简史：人类命运大议题》（英語：21 Lessons for the 21st Century）是以色列历史学家尤瓦尔·赫拉利所著的“简史三部曲”（即《人类简史》、《未来简史》、《今日简史》）的收官之作，于2018年出版。

## 内容
这本书于 2018年8月由美国的Spiegel & Grau和英国的Jonathan Cape出版。它是献给作者赫拉利的丈夫伊茨克(Itzik)的。
此书分为科技颠覆、政治挑战、绝望与希望、真相、生存下去五个部分，就21世纪人类面临的21个重大议题进行了讨论，如就业、自由、平等、文明、战争、教育、意义等。尤瓦尔•赫拉利认为，智人能够成为地球的主人，是因为智人有虚构故事的能力。但是在当前这样一个分化的世界，我们对“自由主义”的旧故事已失去信心，对新故事亦远未达成共识。作者认为，今日的人类社会面临三大挑战：科技颠覆、生态崩溃和核战争。人工智能和生物技术已使人类掌握了重塑和重新设计生命的能力。我们该如何运用这种能力，上演另一出全新大戏？作者指出，人工智能和生物技术一旦结合，就可能诞生超人类，使人类走向基因上的不平等，人类分化成不同的生物种姓，甚至直接成为不同的物种。全球化会让世界横向统一、消除国界，但也让人类纵向分化成不同族群，颠覆原有的社会结构和分配方式。作者表示，目前，数据巨头比我们更了解自己，“在线”成为一种生存方式，数据成为今日世界最重要的资源。

## 各方评价
评论汇总网站网站BookMarks的数据（基于9篇样本评论）显示，44%的评论家对认为本书“极具吸引力”，22%表示“评价积极”，另有22%表达“褒贬不一”的看法，而 11%的评论家对该书给予了负面评价。
在纽约时报上，比尔·盖茨称这本书“令人着迷”，并表示：“赫拉利是那种即使我不完全同意她的观点，也愿意继续读下去、继续思考的作家。”在他看来，赫拉利“引发了一场关于如何应对21世纪挑战的重要全球对话。”海伦•刘易斯卫报上的评论虽然没有那么热情洋溢，但仍认为可其“思想野心和内容广度”，称赫拉利善于将看似无关紧要的观点整合成“令人眼花缭乱的观察”
一些持批评立场的人，指责其见解平庸、论述蜻蜓点水、很多地方隔靴搔痒，更严厉者甚至提出“赫拉利应该稍稍收敛一下他的自命不凡，所谓问答，其实大多数内容无甚发明，只是将《金融时报》《卫报》和《彭博观点》上发表过的旧作翻出、集辑起来老调重弹罢了”。新政治家杂志 (New Statesman)的加文·雅各布森 (Gavin Jacobson) 认为这本书“虽然充满理想，但意缺乏实质”，指出其中的建议“要么太模糊，要么太空洞，难以提供任何有意义的指导”。泰晤士报的杰拉德·德格鲁特 (Gerard DeGroot) 则批评道：“赫拉利擅长预测即将到来的危机，却没能提供真正的答案，她那些甜言蜜语和陈词滥调解决不了问题。”

## 俄语翻译与争议
本书的俄语译本于2019年6月出版，但随后引发争议。俄罗斯媒体指出，译文中删去了多处涉及俄罗斯政府及其总统普京的文字。尤其是在俄罗斯版中，例如，在俄语版中，关于后真相的章节一开始就提到了唐纳德·特朗普的演讲，而不是英语原版中普京在俄罗斯吞并克里米亚期间的虚假言论。赫拉利的代表承认，这些删减是经过授权的。
《莫斯科时报》的列昂尼德•贝尔希德斯基对此评价为“谨慎——或者说，更准确的，懦弱”，而《国土报》的内塔内尔·斯莱奥莫维奇斯 (Nettanel Slyomovics) 则批评赫拉利“正在牺牲她所倡导的自由主义思想”。对此，赫拉利回应称，她被告知“由于这几个例子，俄罗斯审查机构将不允许发行该书的俄文版”，她表示自己因此面临一个两难境地，“要么替换这几个例子，让这本书得以在俄罗斯出版；要么坚持什么也不改，从而放弃该地区的读者。”他最终选择前者，并强调：“俄罗斯是全球重要的大国，我认为这本书的思想理念应该传达给俄罗斯的读者，特别是这本书仍然对普京政权提出了严厉的批评——只是没有指名道姓而已。”